# فرد هاردر
فرد هاردر (بالإنجليزية: Fred Harder)‏ هو مهندس أمريكي، ولد في 8 أغسطس 1896، وتوفي في 17 مارس 1956.

## روابط خارجية
- فرد هاردر على موقع DriverDB.com (الإنجليزية)